# Rachel Riley
Rachel Annabelle Riley (født 11. januar 1986) er en britisk tv-vært og matematiker. Hun er medvært på Channel 4's gameshows Countdown og dets comedy spin-off 8 Out of 10 Cats Does Countdown.
Hun læste matematik og blev bachelor fra Oriel College, University of Oxford. Hun fik sin tv-debut i en alder af 22, da hun kom med i Countdown. Hun arbejder for at popularisere matematik og naturvidenskab på tv og har været medvært på The Gadget Show på Channel 5 (2013–14) og It's Not Rocket Science på ITV (2016). I 2013 deltog hun i BBC's Strictly Come Dancing.

## Filmografi
TV
| År        | Titel                           | Kanal      | Rolle    | Noter                                                 |
| --------- | ------------------------------- | ---------- | -------- | ----------------------------------------------------- |
| 2009–nu   | Countdown                       | Channel 4  | Medvært  | Med Jeff Stelling (2009–2011) og Nick Hewer (2012–nu) |
| 2012–nu   | 8 Out of 10 Cats Does Countdown | Channel 4  | Medvært  | Med Jimmy Carr                                        |
| 2010      | The IT Crowd                    | Channel 4  | Sig selv | Cameo i countdown                                     |
| 2013–2014 | The Gadget Show                 | Channel 5  | Medvært  | Med Jason Bradbury                                    |
| 2013      | Strictly Come Dancing           | BBC One    | Deltager | 5. par der blev elimineret                            |
| 2014      | Memory Slam                     | Watch      | Vært     |                                                       |
| 2016      | It's Not Rocket Science         | ITV        | Medvært  | Med Ben Miller og Romesh Ranganathan                  |
| 2016–2017 | Friday Night Football           | Sky Sports | Medvært  | Med Jeff Stelling                                     |
| 2016–2017 | Fantasy Football Club           | Sky Sports | Medvært  | Med Max Rushden og Paul Merson                        |
| 2019      | Celebrity Countdown             | More4      | Medvært  | Med Nick Hewer                                        |

Gæsteoptræden
- Chris Moyles' Quiz Night (22 March 2009)
- This Morning (26 March 2010)
- The IT Crowd (Series 4 episode 2: The Final Countdown, 2 July 2010, as herself)
- 8 Out of 10 Cats (17 June 2011, 12 August 2011, 21 October 2011, 23 March 2012, 11 May 2012, 15 June 2012, 29 October 2012, 1 February 2013)
- Celebrity Mastermind (4 January 2012)
- The Bank Job: Celebrity Special (16 March 2012)
- The Chase: Celebrity Special (19 August 2012, 8 June 2018)
- 12 Again (2 November 2012)
- Pointless Celebrities (17 December 2012)
- Sunday Brunch (10 February 2013)
- Five Minutes to a Fortune (21 April 2013)
- Tipping Point: Lucky Stars (9 June 2013)
- Top Gear (30 June 2013)
- I Love My Country (31 August 2013)
- Sweat the Small Stuff (12 November 2013)
- Who Wants to Be a Millionaire? (4 February 2014)
- The Guess List (24 May 2014)
- Backchat (3 June 2014)
- TV OD (19 June 2014)
- Celebrity Fifteen to One (27 June 2014)[5]
- Virtually Famous (21 July 2014)
- Celebrity Squares (8 October 2014)[6]
- Text Santa (19 December 2014)
- Would I Lie to You? (22 December 2014)
- Room 101 (18 February 2015)
- Dara O Briain's Go 8 Bit (26 September 2016)
- Saturday Kitchen (3 December 2016)
- Play to the Whistle (28 February 2017)
- Through the Keyhole (3 February 2018)
- The Crystal Maze (22 June 2018)
- Michael McIntyre's The Wheel (9 January 2021)

Hun har også haft korte optrædener i The IT Crowd, Dispatches, Britain's Brightest og 1001 Things You Should Know.